# Paracromastigum longiscyphum
Paracromastigum longiscyphum là một loài rêu tản trong họ Lepidoziaceae. Loài này được (Taylor) R.M. Schust. & J.J. Engel miêu tả khoa học lần đầu tiên năm 1996.